# Ihosy Airport
Ihosy Airport är en flygplats i Madagaskar. Den ligger i den södra delen av landet, 400 km söder om huvudstaden Antananarivo. Ihosy Airport ligger 866 meter över havet.
Terrängen runt Ihosy Airport är kuperad västerut, men österut är den platt. Ihosy Airport ligger uppe på en höjd. Runt Ihosy Airport är det glesbefolkat, med 10 invånare per kvadratkilometer. Närmaste större samhälle är Ihosy, 2,5 km väster om Ihosy Airport. Omgivningarna runt Ihosy Airport är i huvudsak ett öppet busklandskap.